# Mario Palmisano
Mario Palmisano (Nápoles, 28 de mayo de 1978) es un deportista italiano que compitió en remo.
Ganó cuatro medallas en el Campeonato Mundial de Remo entre los años 1997 y 2006, y una medalla de plata en el Campeonato Europeo de Remo de 2010.
Participó en los Juegos Olímpicos de Sídney 2000, ocupando el cuarto lugar en la prueba de ocho con timonel.

## Palmarés internacional
| Campeonato Mundial | Campeonato Mundial          | Campeonato Mundial | Campeonato Mundial |
| Año                | Lugar                       | Medalla            | Prueba             |
| ------------------ | --------------------------- | ------------------ | ------------------ |
| 1997               | Aiguebelette (Francia)      | Medalla de plata   | Cuatro con timonel |
| 2004               | Bañolas (España)            | Medalla de oro     | Dos con timonel    |
| 2005               | Kaizu (Japón)               | Medalla de plata   | Ocho con timonel   |
| 2006               | Eton (Reino Unido)          | Medalla de plata   | Ocho con timonel   |
| Campeonato Europeo |                             |                    |                    |
| Año                | Lugar                       | Medalla            | Prueba             |
| 2010               | Montemor-o-Velho (Portugal) | Medalla de plata   | Dos con timonel    |